# Mount Irvine
Mount Irvine ist ein 2067 m hoher Berg im ostantarktischen Viktorialand. Er ragt zwischen dem Vogler Peak und dem Hoehn Peak aus dem Roa Ridge in der Asgard Range des Transantarktischen Gebirges an der Wasserscheide zwischen den Kopfenden des Bartley- und des Matterhorn-Gletschers auf.
Das New Zealand Geographic Board (NZGB) benannte ihn 1998 nach Robin Irvine (1929–1996), stellvertretender Kanzler der University of Otago und Vorsitzender des Ross Dependency Research Committee sowie des NZGB.